# Talmienka (obwód nowosybirski)
Talmienka (ros. Тальменка) – wieś (sieło) w Rosji, w obwodzie nowosybirskim, w rejonie iskitimskim. W 2010 liczyła 1655 mieszkańców.